# Goniophlebium laevigatum
Goniophlebium laevigatum là một loài dương xỉ trong họ Polypodiaceae. Loài này được Conz. mô tả khoa học đầu tiên năm 1939.
Danh pháp khoa học của loài này chưa được làm sáng tỏ. 